# Franz Ludwig von Thürheim

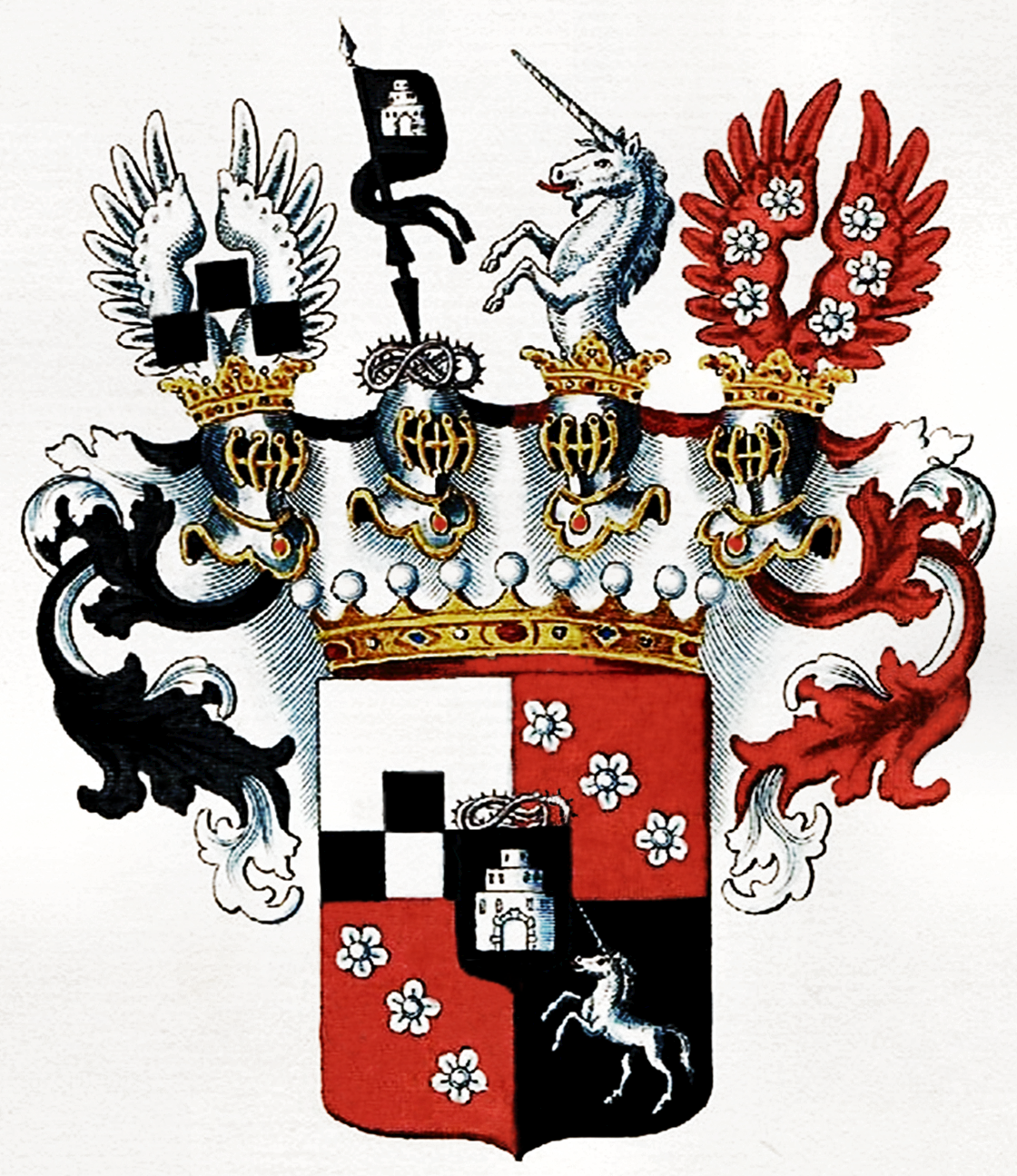
Thuerheim - hraběcí erb

Franz Ludwig von Thürheim (27. června 1710 – 10. června 1782, Vídeň) byl rakouský hrabě a císařský polní maršál.
Jeho otcem byl Franz Sebastian von Thürheim. V mládí vstoupil do rakouské armády. V letech 1737 - 1738 bojoval proti Turkům. V letech 1741 - 1745 bojoval ve válkách o rakouské dědictví u Rýna a také na území Čech a Bavorska. Během Sedmileté války byl majitelem 25. pěšího pluku. V roce 1758 padl do pruského zajetí. Od roku 1778 byl polním maršálem.
Zemřel svobodný a bezdětný.